# Radzeit
Die Zeitschrift Radzeit (Eigenschreibweise radzeit) ist eine der größten deutschen Fahrradzeitschriften. Die heute vollfarbige Publikation erschien erstmals 1983 in Berlin. Herausgeber ist der Landesverband Berlin des Allgemeinen Deutschen Fahrrad-Clubs (ADFC). Das Heft erhalten alle Mitglieder des ADFC Berlin. Zudem ist es bundesweit im Postversand und kostenlos zum Beispiel in Fahrradläden, Bibliotheken, Kinos, Universität und Hochschulen in Berlin und Brandenburg erhältlich.
Die Zeitschrift erschien bis Ende 2014 erschien sie im DIN-A5-Format zweimonatlich mit einer Druckauflage von 42.500 Exemplaren (Stand 2. Quartal 2013). Seit Heft 1/2015 erschien sie quartalsweise im Format DIN-A4. Mehr und mehr wurden Inhalte durch den monatlichen Radzeit-Newsletter ergänzt, sodass ab 2020 noch drei Ausgaben jährlich und seit 2024 noch eine halbjährliche gedruckte Zeitschrift herausgegeben wird. Die Druckauflage liegt bei 16.000 Exemplaren (Stand September 2024), wobei Mitglieder zwischen dem Versand der Papierversion und einer digitalen Ausgabe wählen können.
Die Radzeit richtet sich an Alltags- und Freizeitradfahrer. Das Themenspektrum reicht von Verkehrssicherheit über Fahrradinfrastruktur bis hin zu Lifestyle und Tourismus.